# Saint-Serge (Angers)
Pour les articles homonymes, voir Saint-Serge.
Saint-Serge, également dénommé Saint-Serge - Ney - Chalouère, est un quartier situé à proximité de l'hyper centre-ville, au nord d'Angers, et en bord de Maine (rive gauche). Ancienne friche industrielle totalement réhabilitée au cours des années 1990, il a aujourd'hui une vocation tertiaire et universitaire. Il totalisait 10 200 habitants en 1999 (un des quartiers les moins peuplés d'habitants), à cause de ses zones tertiaires et industrielles. Il comptait en 2011 11 328 habitants, avec une proportion de 20,1 % de moins de 20 ans.

## Histoire

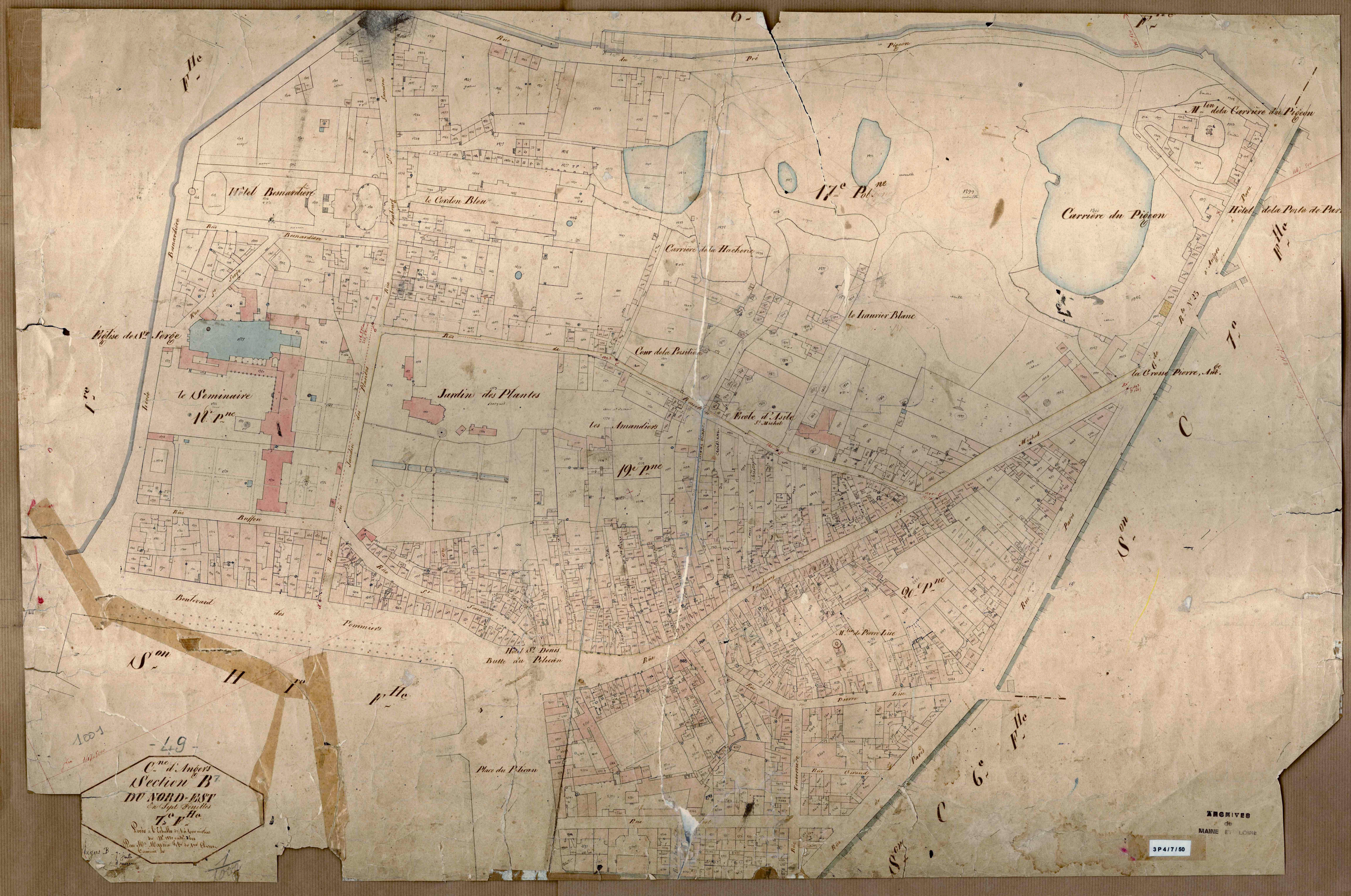
Extension du quartier (dit alors « quartier du Pigeon ») en 1842.

Le quartier s'est primitivement développé autour de l'abbaye Saint-Serge, qui lui a donné son nom, ainsi que de la route de Paris, qui quittait Angers vers le nord-est.
Avant le milieu du VIIe siècle, l'endroit était constitué par des prairies humides en bord de Maine, dominées par des coteaux peu élevés. Vers 650-660, le roi mérovingien Clovis II et son fils Thierry fondent un monastère dans une de ces prairies. Progressivement, et lentement, un petit bourg va se développer autour.

## Services publics
- La Poste
- Maison de quartier Saint-Serge
- Pôle Santé du 62, boulevard Saint-Michel

### Autres structures
- Maison d'Arrêt d'Angers, comptant environ 400 détenus. Actuellement, un projet de fermeture de cette prison, du fait de son insalubrité alarmante, est débattu par les élus. Une nouvelle maison d'arrêt pourrait voir le jour en 2017 dans la banlieue est d'Angers[3].

## Commerces
- Hypermarché Carrefour Saint-Serge : le plus grand hypermarché du Maine-et-Loire (avec plus de 11 000 m2) disposant d'une galerie marchande de plusieurs dizaines de boutiques et d'un restaurant Flunch. Cette vaste zone commerciale au nord de Saint-Serge se situe à l'orée du quartier Monplaisir, plus au nord.
- Concessions automobiles (Peugeot, Citroën).
- Zones commerciales : Saint-Maclou, Conforama, Mc Donald's, Feu Vert, Gémo, Tousalon, Autour de bébé...

- Commerces de proximité dans le secteur Ney-Chalouère avec notamment un Carrefour City.

## Enseignement
Le quartier comprend le lycée d'enseignement général Joachim du Bellay deux écoles privées catholiques sous contrat "St Serge" et "Notre Dame de la Miséricorde".
Le campus Saint-Serge se trouve également au sud vers le quartier d'affaires. Il comprend la présidence de l'université et est plutôt orienté vers le droit et les sciences économiques et sociales. La cité internationale universitaire d'Angers et l'Institut Confucius des Pays de la Loire en font également partie.

## Emploi
Quartier d'affaires Saint-Serge :

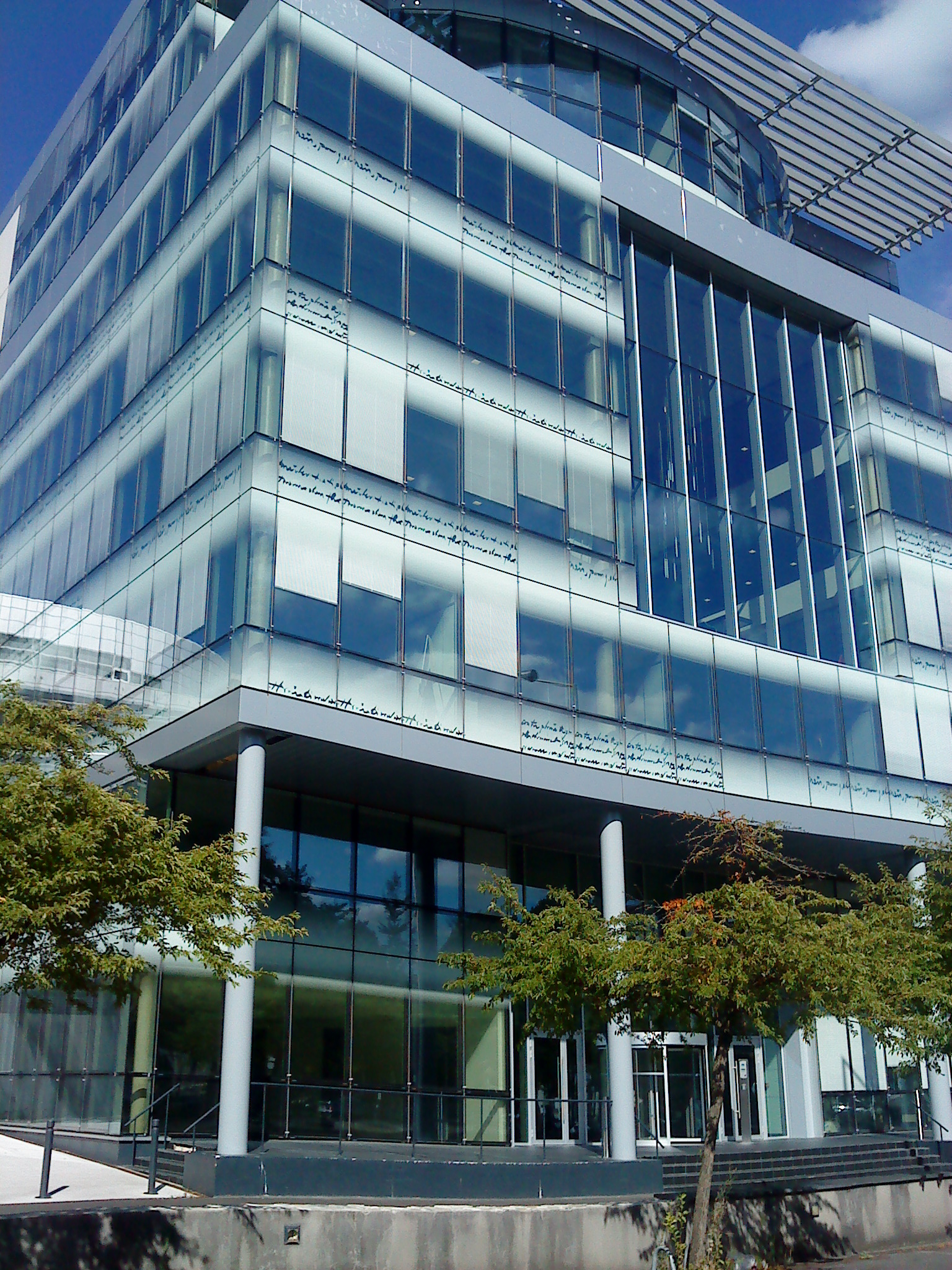
L'immeuble Saint-Serge.

- Direction de la région Ouest de la Caisse nationale de prévoyance (CNP).
- Présidence de l'université d'Angers
- Siège social de l'opérateur de téléphonie Afone.
- Siège départemental de EDF-GDF Anjou
- Tribunal de commerce d'Angers

Zone industrielle et marché de gros au nord du quartier :
- Marché d'intérêt national du Val de Loire
- SOMIVAL
- Maison régionale de l'agriculture des Pays de la Loire
- Hypermarché Carrefour.

A l'horizon 2025, le MIN du Val de Loire qui totalise plus de 11 hectares devrait déménager laissant la possibilité d'étendre le quartier d'affaires au nord.

## Monuments
- Église Saint-Serge, ancienne abbatiale, classée monument historique en 1840[5].
- Abbatiale Saint-Serge.

## Espaces verts
- Jardin contemporain François Mitterrand,
- Jardin des Plantes, Place Pierre Mendès-France,
- Parc de Chalouère, le long de la rue homonyme,
- Fontaine monumentale La Rose des Sables.

## Quartiers et artères principales
Saint-Serge est lui-même subdivisé en plusieurs quartiers, aux limites plus ou moins définies, centrés généralement autour d'une place ou d'un axe important : Ney, Chalouère, le Lutin, l'îlot Savary, Saint-Michel, Brisepotière, le Pré-Pigeon, les Plantes, l'université, le M.I.N, Desjardins, Victor Hugo, etc.

l'îlot Savary, classé quartier prioritaire de la politique de la ville, comptait à lui seul 1 375 habitants en 2013 sur les 11 328 du quartier, soit 12 % de la population regroupée sur 1,3 % de la superficie (3 hectares sur 224). 
Les artères principales entourant le quartier sont, dans le sens horaire en partant du Nord, le boulevard Gaston Ramon (à l'orée du quartier Monplaisir), l'avenue Pasteur, les boulevards Ayrault et Carnot et la place François Mitterrand, le quai Félix Faure (mêlé à la RN23 ou Voie des Berges), les ponts Confluences (relient le quartier Saint-Lazare/Hôpital) et Jean-Moulin (reliant le quartier Hauts de Saint-Aubin).

À l'intérieur du quartier, les axes majeurs sont la rue de Rennes, les avenues Marie Talet et Besnardière, l'avenue Joxé et la rue de la Chalouère.

## Loisirs
- Cinéma multiplexe Gaumont (12 salles)
- Discothèque Le Mid'Star

## Transports
- Les lignes 3,7,9,10 du réseau Irigo (anciennement COTRA) desservent la place François Mitterrand, les lignes 9 et 10 desservent le cœur du quartier, les lignes 5 et 9 desservent le centre commercial Carrefour St-Serge.
- Tramway : ligne A Avrillé-La Roseraie avec deux stations (Berges de Maine et Saint-Serge-Université)
- Trois grands parkings: parking de la place François Mitterrand, parking-silo Berges de Maine (multiplexe), parking Saint-Serge